# Hymenostyliella
Hymenostyliella là một chi rêu trong họ Pottiaceae.